# Hontpázmány nembeli Tamás
Hontpázmány nembeli Tamás (vagy Hontpázmány nembeli III. Tamás ) magyar főúr, aki IV. László idejében 1275-ben országbíró, 1275 és 1276 között szlavón bán, III. András idejében 1291 és 1293 között ismét országbíró, 1293-ban pedig lovászmester volt.

## Családja
Tamás a gazdag és tekintélyes Hontpázmány nemzetség Forgács-ágában született az 1240-es években. Apja I. András, aki az első magyarországi mongol inváziót követően Turóc és Gímes mellett emelt várakat. IV. Béla hűséges bizalmasa volt, majd 1249-től 1256-ig István ifjabb király tárnokmestereként szolgált, illetve többször is volt a Nyitra vármegye területén meghonosodott bányaispáni tisztségben. Édesanyja a Nánabeszter nembeli Mária volt.
Tamásnak több testvére is volt, akik szintén a 13. század utolsó évtizedeiben emelkedtek magasabb tisztségekbe. Közülük a legbefolyásosabb János volt, aki egyházi pályára lépett, és 1278-tól 1301-ig kalocsai érsek volt. Tamás és János III. András uralkodása alatt az 1290-es években szorosan együttműködtek. Másik két testvére, II. András és III. Ivánka tehetséges katonák voltak, és hűségesen szolgálták III. András királyt az oligarchák elleni hadjáratokban. Mindketten elestek a lázadó oligarcha, Csák Máté elleni harcokban. András idősebb fia révén a Forgács (vagy Forgách) nemesi család őse volt, amely a következő évszázadokban is több főurat is adott a magyar nemesi elit számára. Tamás legfiatalabb testvére Miklós volt, akit 1295 és 1297 között említenek. Két nővére is volt, Jolanda és egy ismeretlen nevű, akik a zólyomi Atyócshoz, illetve Szikszói Péterhez mentek feleségül. A négy fiútestvér – Tamás, András, Ivánka és Miklós – 1295 januárjában felosztotta egymás között Gímes uradalmát. Tamásnak sem felesége, sem leszármazottja nem volt.

## Pályafutása
Az 1270-es évek elején, amikor 1273-ban Tamást először említik a korabeli feljegyzések édesapja, András még élt, és aktív szerepet játszott. Ebben az évben II. Ottokár cseh király megszállta Magyarország északi határvidékét. Tamás augusztusban részt vett a laai csatában, ahol a magyarok legyőzték a cseh sereget. Tamás az összecsapás során súlyosan megsérült, ennek ellenére seregével felvonult Felső-Magyarországra, hogy segítséget nyújtson idős édesapjának, akinek gímesi várát, miután több más erődöt és települést is elfoglalt a térségben Ottokár másik serege ostromolta. András és fiai, köztük Tamás 1273 augusztusában sikeresen megvédték várukat, majd ezt követően részt vettek Győr visszafoglalásában.
Időközben a gyermek IV. László lépett trónra, akinek kiskorúsága idején számos bárói csoportosulás – elsősorban a Csákok, a Kőszegiek és a Gutkeledek – harcoltak egymással a legfőbb hatalomért. A Hontpázmány nembeli Tamás a földrajzi közelség és rokonság okán Csák Mátéval és testvérével, Csák Péterrel szövetkezett. A fövenyi csata után, melyben a Csákok győztek, a Csákok és szövetségeseik nagy befolyást szereztek a királyi tanácsban. Tamás 1275 márciusától júniusáig országbíróként szolgált. Emellett Pozsony vármegye és a Nyitra vármegyéhez tartozó Sempte ispánja is volt. A Kőszegiek azonban visszaszerezték hatalmukat és Tamást júniusban Geregye Miklós váltotta az országbírói tisztségben. Az újabb hatalomváltás alkalmával Tamást 1275 őszén szlavón bánná nevezték ki. A méltóságot 1276 júniusáig viselte, amikor az országgyűlésen a Gutkeledek és Kőszegiek Csák Péter brutális és véres cselekménye, a veszrpémi püspökség elleni támadás után ismét eltávolították ellenfeleiket a hatalomból. Tamás 1276 augusztusától 1277 novemberéig Nyitra és Pozsony vármegye ispánja volt. Emellett 1277 áprilisa és novembere között Komárom vármegye ispánjaként is említik. 1277 novemberében egy oklevélben tárnokmesternek nevezik. Egyes történészek, köztük Zsoldos Attila, Tamás 1270-es évekbeli egyes tisztségeit névrokonának, a Hontpázmány nemzetség szentgyörgyi ágából származó Akhilleusz fiának, Tamásnak tulajdonítják, Engel Pál azonban az 1270-es és 1290-es évekbeli tisztségeket egy személyhez, a Forgács-ágból származó Tamáshoz kapcsolta.
IV. László uralkodásának hátralévő részében Hontpázmány Tamás elvesztette politikai pozícióit. Testvére, János és a többi elöljáró a pogány kunok megkeresztelkedése ügyében a Szentszék beavatkozása után a király határozott ellenfelei lettek. Apja halála után valamivel 1277 után Tamás Gímes ura lett. Az 1280-as években a Nyitra és a Zsitva folyók közötti vidéken szerzett nagyszabású birtokokat, majd uradalma megalapítása érdekében székhelyére vonult vissza. Családja, a Forgács-ág a Magyar Királyság legnyugatibb részén található Nyitra, valamint Bars vármegye jelentős részét birtokolta.
Tamás az 1290-es évek elején III. András trónralépésekor tért vissza a politikába. András uralkodása alatt a magyar elöljárók, köztük a Hontpázmány nembeli János királyi kancellár váltak a királyi hatalom legerősebb pilléreivé a nemzeti szuverenitást veszélyeztető, félig független oligarchák által uralt területekkel szemben. Tamást és Jánost is III. András szilárd híveinek tekintették, akinek egész uralkodását a Kőszegiek és mások, uralma elleni állandó lázadásai jellemezték. Tamás 1291 februárjától 1293 februárjáig országbíróként működött. Helyét ekkor a Péc nembeli Apor vette át.  Ezt követően Tamást a lovászmesterré tették meg. A méltóságot rövid ideig, csak 1293 októberéig viselte, amikor tisztségét a feltörekvő nagyhatalmú Csák Máté (a néhai Csák nembeli I. Péter, Tamás egykori szövetségesének fia) vette át. Tamás legkésőbb 1295 januárjától szolgált Bars és Nyitra vármegyék ispánjaként, fahova feltehetően a Péc nembeli Gergely helyére tették. Mindkét tisztséget III. András uralkodása alatt töltötte be.
Ezek a tisztségek akkor váltak hangsúlyossá, amikor az északnyugati megyékben összefüggő földeket birtokló és uraló Csák Máté 1297 végén András ellen fordult. Ez Tamást és családját személyesen érintette, mert a térségben, az agresszíven terjeszkedő főúr területeinek szomszédságában (Nyitra, Bars és Esztergom vármegye) voltak birtokai. A Hontpázmány testvérek András, Ivánka és Miklós felvették a harcot a lázadó báróval. A királyi hadjárat ugyan visszafoglalta Pozsony vármegyét, de Csák Máténak sikerült megőriznie uralmát a többi megye felett. A Tamás uralma alatt álló gímesi vár fontos királyi fellegvár lett a felső-magyarországi oligarcha tartományaival szemben, akit András király Nyitra és Bars ispánjaként megbíztott Csák Máté birodalmának délkeleti irányú elszigetelésével, valamint Pozsony és Zólyom vármegyék védelmével. Ugyanebben az időben a régióban jelentős birtokokkal rendelkező András-párti főurak, például Balassa Demeter, Ákos István, Rátót Domonkos és Szécs Pál hasonló feladatot kaptak, elszigetelendő Csák Máté és a Kőszegiek területeit a királyi területektől és egymástól is.
1298 elején Hontpázmány nembeli János került a királyi tanács élére, így miután Bicskei Gergely esztergomi érsek támogatta Anjou Károly trónkövetelését de facto a királyság leghatalmasabb elöljárója lett. János és püspöktársai kezdeményezték az 1298-as országgyűlés összehívását, amely kizárta III. András és a birodalom báróinak részvételét. Az országgyűlés által hozott jogszabály egyik (23.) cikkelye a királyi tanácson belül egy négytagú, kisebb tanácsot hozott létre, amely két nemesből és két elöljáróból (az esztergomi érsekségekhez tartozó szuffragánokból) állt. Az egyik előkelő tanácsos Hontpázmány Tamás, János érsek testvére volt. Vétójoguk megakadályozta, hogy Bicskei szabotálja a királyi tanács működését, ami a királyi tanácsban betöltött névleges vezető tisztsége ellenére teljes elszigetelődését eredményezte az állami kormányzatban. Jánosnak és az elöljáróknak gyakorlatilag kizárólagos joguk volt a négy tanácstag megválasztására, és mind Hontpázmány Tamás, mind Balog Henrik a magyar klérus támogatójának számított.
Tamást és Henriket először 1299 februárjában említik királyi tanácsosként (consiliarii), amikor Rátót Domonkos a jelenlétükben cserélte el birtokait Sártványvecsei Györggyel. Tamás 1299-ben és 1300-ban az uralkodó mellett társbíróként tevékenykedett különböző perekben. Gerics József történész szerint az 1298-as országgyűlés, amely a bárók (azaz oligarchák) felsőbbrendűségét tiltó törvényeket alkotta, Tamást „nobilis”-nak (azaz kisnemesnek) nyilvánította, hogy a kistanács tagja lehessen. Tanácsosi tevékenysége során „nemesként” emlegették, míg más dokumentumok (például királyi oklevelek) továbbra is „bárónak” („baronus”) nevezték. Következésképpen a kisnemesség hatalomszerzése csak névleges maradt. A négytagú, vétójoggal rendelkező kistanács létrehozása és Tamás ebbe a testületbe való kinevezése csak azt a célt szolgálta, hogy a királyi tanácsban mesterségesen megváltoztassák az erőviszonyokat a Hontpázmány János vezette klérus javára. Tamás vétójogával meg tudta hiúsítani a többi báró, sőt a király döntéseit is.
1299 áprilisára Tamás a királyi tanácsban betöltött szerepe mellett az 1298-as országgyűlés 24. cikkelyének megfelelően, amely felhatalmazta III. Andrást, hogy bárókat nevezzen ki a királynéi udvar igazgatására, András hitvesének, Ágnes királynének is „bárója” lett. Mindkét tisztséget kizárólag az ő személyére szabták János bátyja és szuffragánjai. A királynak magyar papságba vetett bizalma megrendült az 1298-as országgyűlés kléruspárti határozatai miatt, melynek eredményeként rövid időn belül formális szövetségre lépett öt befolyásos báróval, Aba Amadéval és a fent említett négy királypárti főúrral, akik kijelentették, hogy hajlandók támogatni őt ellenségeivel, sőt a püspökökkel szemben is, azaz III. András nem akart uralkodása alatt kizárólag a püspökökre támaszkodni. Ennek ellenére Tamás hűsége kétségtelen volt. 1299 második felére kiújult a konfliktus III. András és Csák Máté között. A Balassa Demeter vezette Csák területe elleni királyi hadjáratot követően az oligarcha csapatai megszállták Felső-Magyarország középső részeit. Tamás és János érsek testvérei, András és Ivánka ekkor estek el egy csetepatéban. 
III. András 1301. január 14-én halt meg, nem maradt férfi örökös utána. Ő volt az Árpád-ház utolsó férfi tagja. Halálos ágyánál ott volt Hontpázmány Tamás is, valamint a királyi udvar többi főura, köztük Rátót Domonkos, Borsa Roland és Szécs Pál. Ezután tanúként szerepelt Ágnes királyné oklevelében, aki már másnap, január 15-én átadta az óbudai királyi várat. Tamást az irat Nyitra és Bars megye ispánjaként említi. András halálának hallatán Anjou Károly Esztergomba sietett, ahol 1301 tavaszán Bicskei Gergely királlyá koronázta. A prelátusok és bárók többsége, köztük János és Hontpázmány Tamás azonban nem ismerte el legitimitását. Egy másik trónkövetelőt, a cseh Vencelt támogatták, akit Hontpázmány János koronázott királlyá 1301 augusztusában. Tamást 1303-ban Vencel bárójaként említették. Tamás valamivel 1303 után halt meg. A 14. század első évtizedében Csák Máté gyorsan kiterjesztette befolyását egész Északnyugat-Magyarországra, így a Hontpázmány birtokokra is. Az oligarcha még Tamás életében vagy nem sokkal utána elfoglalta Gímes várát is.

## Fordítás
Ez a szócikk részben vagy egészben  a   Thomas III Hont-Pázmány című angol Wikipédia-szócikk ezen változatának fordításán alapul.  Az eredeti cikk szerkesztőit annak laptörténete sorolja fel. Ez a jelzés csupán a megfogalmazás eredetét és a szerzői jogokat jelzi, nem szolgál a cikkben szereplő információk forrásmegjelöléseként.